# Yunkai Dashan
Yunkai Dashan är en bergskedja i Kina. Den ligger i den södra delen av landet, 2 000 km söder om huvudstaden Peking.